# Огневое
Огнево́е (до 1945 года Оте́ш; укр. Вогневе, крымскотат. Öteş, Отеш) — село в Сакском районе Республики Крым, входит в состав Кольцовского сельского поселения (согласно административно-территориальному делению Украины — Кольцовского сельского совета Автономной Республики Крым).

## Население
| 2001 | 2014 |
| ---- | ---- |
| 252  | ↘161 |

Всеукраинская перепись 2001 года показала следующее распределение по носителям языка
| Язык             | Процент |
| ---------------- | ------- |
| русский          | 65.48   |
| украинский       | 26.19   |
| крымскотатарский | 5.16    |
| белорусский      | 2.78    |

### Динамика численности
| - 1806 год — 66 чел. - 1864 год — 32 чел. - 1889 год — 30 чел. - 1900 год — 42 чел. - 1915 год — 102 чел. | - 1926 год — 178 чел. - 2001 год — 252 чел. - 2009 год — 195 чел. - 2014 год — 161 чел. |

## Современное состояние
На 2016 год в Огневом числится 4 улицы; на 2009 год, по данным сельсовета, село занимало площадь 9,1 гектара, на которой в 79 дворах числилось 195 жителей. В селе действуют сельский клуб, библиотека, фельдшерско-акушерский пункт церковь иконы «Чернобыльский Спас». Село связано автобусным сообщением с Евпаторией и соседними населёнными пунктами. На северной окраине села находится памятник погибшим в годы  Великой Отечественной войны. По словам сельчан, на этом месте находился старинный колодец, куда немцы сбрасывали тела мирных жителей.

## География
Огневое — село на северо-западе района, в степном Крыму, высота центра села над уровнем моря — 86 м. Соседние сёла: Добрушино в 4,7 км на запад, Столбовое в 3,5 км на восток, Кольцово и Нива в 5 км на юг. Расстояние до райцентра — около 43 километров (по шоссе), ближайшая железнодорожная станция — Евпатория в 27 километрах. Транспортное сообщение осуществляется по региональной автодороге 35Н-460 Красновка — Кольцово (по украинской классификации — С-0-11212).

## История
Первое документальное упоминание села встречается в Камеральном Описании Крыма… 1784 года, судя по которому, в последний период Крымского ханства Утеш входил в Козловский кадылык Козловского каймаканства.
После присоединения Крыма к России (8) 19 апреля 1783 года, (8) 19 февраля 1784 года, именным указом Екатерины II сенату, на территории бывшего Крымского Ханства была образована Таврическая область и деревня была приписана к Евпаторийскому уезду. После Павловских реформ, с 1796 по 1802 год, входила в Акмечетский уезд Новороссийской губернии. По новому административному делению, после создания 8 (20) октября 1802 года Таврической губернии, Отеш был включён в состав Кудайгульской волости Евпаторийского уезда.
По Ведомости о волостях и селениях, в Евпаторийском уезде с показанием числа дворов и душ… от 19 апреля 1806 года в деревне Отеш числилось 7 дворов, 64 крымских татар и 2 ясыров. На военно-топографической карте 1817 года деревня Котеш обозначена с 18 дворами. После реформы волостного деления 1829 года Отеш, согласно «Ведомости о казённых волостях Таврической губернии 1829 года», остался в составе Кудайгульской волости. На карте 1836 года в деревне 8 дворов, а на карте 1842 года Остеш обозначен условным знаком «малая деревня», то есть, менее 5 дворов.
В 1860-х годах, после земской реформы Александра II, деревню приписали к Чотайской волости. В «Списке населённых мест Таврической губернии по сведениям 1864 года», составленному по результатам VIII ревизии 1864 года, Отеш — владельческая татарская деревня, с 6 дворами, 32 жителями и мечетью при колодцах. По обследованиям профессора А. Н. Козловского 1867 года, вода в колодцах деревни Утеш была пресная, а их глубина достигала 30—40 саженей (64—85 м). На трехверстовой карте Шуберта 1865—1876 года в деревне Отеш обозначено 8 дворов). По «Памятной книге Таврической губернии 1889 года», по результатам Х ревизии 1887 года, в деревне Отеш числилось 5 дворов и 30 жителей.
Земская реформа 1890-х годов в Евпаторийском уезде прошла после 1892 года, в результате Отеш приписали к Сакской волости. В 1893 году в крохотной деревне, на 1000 десятинах земли основывается лютеранское поселение крымских немцев (Фейер нем. Feuer — огонь, костёр).
По «…Памятной книжке Таврической губернии на 1900 год» в деревне числилось 42 жителя в 10 дворах, в 1905—100. На 1914 год в селении действовала лютеранская школа грамотности. По Статистическому справочнику Таврической губернии. Ч.II-я. Статистический очерк, выпуск пятый Евпаторийский уезд, 1915 год, в деревне Отеш Сакской волости Евпаторийского уезда числилось 11 дворов (все дворы с землёй) с немецкими жителями в количестве 65 человек приписного населения и 37 — «постороннего», из которых 66 мужчин и 46 женщин. Жители владели 1500 десятинами удобной земли. В хозяйствах имелось 89 лошадей, 62 волов, 58 коров и 50 голов мелкого скота. В списке 1915 года «…русских подданных из австрийских, венгерских или германских выходцев» землевладельцев, опубликованном в газете «Таврические губернские ведомости» в апреле 1915 года, при деревне Отеш перечисленны 15 крымских немцев, владевших учасками земли площадью 17 до 200 десятин.
После установления в Крыму Советской власти, по постановлению Крымревкома от 8 января 1921 года № 206 «Об изменении административных границ» была упразднена волостная система и село вошло в состав Евпаторийского района Евпаторийского уезда, а в 1922 году уезды получили название округов. 11 октября 1923 года, согласно постановлению ВЦИК, в административное деление Крымской АССР были внесены изменения, в результате которых округа были отменены и произошло укрупнение районов — территорию округа включили в Евпаторийский район. Согласно Списку населённых пунктов Крымской АССР по Всесоюзной переписи 17 декабря 1926 года, в селе Отеш, центре Отешского сельсовета Евпаторийского района, числилось 34 двора, все крестьянские, население составляло 178 человек, все немцы. После создания 15 сентября 1931 года Фрайдорфского (переименованного в 1944 году в Новосёловский) еврейского национального (лишённого статуса национального постановлением Оргбюро ЦК КПСС от 20 февраля 1939 года) района Отеш включили в его состав. Вскоре после начала Великой Отечественной войны, 18 августа 1941 года крымские немцы были выселены, сначала в Ставропольский край, а затем в Сибирь и северный Казахстан.
После освобождения Крыма от фашистов, 12 августа 1944 года было принято постановление № ГОКО-6372с «О переселении колхозников в районы Крыма» и в сентябре 1944 года в район приехали первые новосёлы (150 семей) из Киевской и Каменец-Подольской областей, а в начале 1950-х годов последовала вторая волна переселенцев из различных областей Украины. Указом Президиума Верховного Совета РСФСР от 21 августа 1945 года Отеш был переименован в Огневое и Отешский сельсовет — в Огневской. С 25 июня 1946 года в составе Крымской области РСФСР. 25 июля 1953 года Новоселовский район был упразднён и село включили в состав Сакского. 26 апреля 1954 года Крымская область была передана из состава РСФСР в состав УССР. Время упразднения сельсовета и включения в состав Кольцовского пока не установлено: на 15 июня 1960 года село уже числилось в его составе. Указом Президиума Верховного Совета УССР «Об укрупнении сельских районов Крымской области», от 30 декабря 1962 года село присоединили к Евпаторийскому району. 1 января 1965 года, указом Президиума ВС УССР «О внесении изменений в административное районирование УССР — по Крымской области», включили в состав Сакского1 января 1965 года, указом Президиума ВС УССР «О внесении изменений в административное районирование УССР — по Крымской области», Евпаторийский район был упразднён и село включили в состав Сакского (по другим данным — 11 февраля 1963 года). С 12 февраля 1991 года село в восстановленной Крымской АССР, 26 февраля 1992 года переименованной в Автономную Республику Крым. С 21 марта 2014 года в составе Крыма аннексировано Россией.